# ليندسي مايرز
ليندسي مايرز (بالإنجليزية: Lindsay Myers)‏ هي دراجة أمريكية، ولدت في 2 نوفمبر 1989.

## وصلات خارجية
- ليندسي مايرز على موقع الاتحاد الدولي للدراجات (الإنجليزية)
- ليندسي مايرز على موقع إحصائيات الدراجات الإحترافية (الإنجليزية)